# Narsés

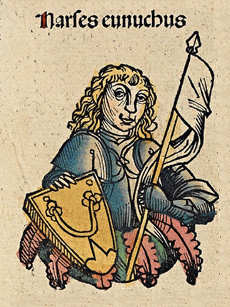
Narsés representado en las Crónicas de Núremberg.

Narsés (en griego: Ναρσής) (Armenia persa c. 478- Roma, 573) era un liberto eunuco (fue castrado para cuidar los harenes persas) que fue comprado por Justiniano I, emperador del Imperio bizantino, y liberado por éste. Como liberto, Narsés desempeñó funciones administrativas, las cuales cumplió con gran eficacia. Según las crónicas de la época Narsés era noble, honrado, inteligente, leal y apreciado por todos los funcionarios de la corte.

## Orígenes
Nació en Armenia persa, la parte oriental de Armenia, la cual había sido entregada a Persia menos de cien años antes. Era miembro de la familia noble armenia de los Camsaracano, también, familia Kamsarakan (en armenio: Կամսարական, transliterado Kamsarakan y latín: Camsaracanus), derivada de la Casa de Karen, una de las siete grandes casas partas. Su primera mención en una fuente primaria es de Procopio de Cesarea en el año 530. Su año de nacimiento es desconocido, probablemente entre 478 y 480. También es desconocido el año de su muerte, entre 566 y 574.

## Importancia
Narsés era un gran conocedor de las teorías de la guerra. Fue, junto a Belisario, el principal general de Justiniano I. Además, fue el gran chambelán de la corte de Justiniano, y, por ello, el segundo civil más poderoso del imperio.
Su primera actuación destacada fue su contribución a sofocar la rebelión de Niká en Constantinopla, en el año 532. Fue capaz de persuadir a los líderes de los Azules para que abandonaran el hipódromo, dejando a los Verdes solos ante las tropas de Belisario y Mundus.
En el 538 acudió a Italia para reforzar la campaña de conquistas emprendida por Belisario. Este había sido llamado a Constantinopla tras fracasar en el intento de sofocar la rebelión ostrogoda, y fue sustituido por el general Narsés, que consiguió vencer en una larga guerra. El ejército de Totila fue derrotado en la batalla de Busa Gallorum, en Umbría hacia el 552 para luego vencer a los supervivientes de esa batalla en la batalla del Vesubio en el 553. En el 554, después de prácticamente veinte años de guerra, Justiniano consideraría cumplido el objetivo con la recuperación de las zonas de Italia: Rávena, Roma y Sicilia. Narsés se mantuvo "activo" en su cargo hasta los últimos años de su vida.